# توني غريمالدي
توني غريمالدي (بالإنجليزية: Tony Grimaldi)‏ هو لاعب دوري الرغبي أسترالي، ولد في 21 نوفمبر 1974 في سيدني في أستراليا.